# Campeonato Brasileiro de Voleibol Feminino de 1982
O Campeonato Brasileiro de Voleibol de Clubes de 1982 foi a quarta edição da competição na variante feminina com esta nomenclatura. O torneio foi realizado entre meados de 1982 e janeiro de 1983.

## Participantes
CA Paulistano, São Paulo/SP

ADC Pirelli, São Paulo/SP

## Final
| janeiro de 1983 [ Relatório] | CA Paulistano | 3 — 2                         | ADC Pirelli | Ginásio do Ibirapuera, São Paulo |
| janeiro de 1983 [ Relatório] | ? 15          | Set 1 Set 2 Set 3 Set 4 Set 5 | ?           | Ginásio do Ibirapuera, São Paulo |